# Rezerwat przyrody Wodospad Wilczki
Rezerwat przyrody Wodospad Wilczki – krajobrazowy rezerwat przyrody położony w województwie dolnośląskim, powiecie kłodzkim, w gminie Bystrzyca Kłodzka, w pobliżu miejscowości Międzygórze.

## Położenie i opis
Rezerwat znajduje się w Masywie Śnieżnika w Sudetach Wschodnich. Obejmuje odcinek doliny potoku Wilczka poniżej centrum Międzygórza wraz z Wodospadem Wilczki i fragmentem przełomowym potoku. Tereny rezerwatu leżą na wysokości od ok. 530 m n.p.m. (dolina potoku w przełomie poniżej wodospadu) do ok. 620 m n.p.m. (prawe, północne zbocze doliny nad wodospadem). Znajduje się na terenie Śnieżnickiego Parku Krajobrazowego, w obrębie obszaru Natura 2000 PLH020016 Góry Bialskie i Grupa Śnieżnika SOO.
Założony w 1958 roku na powierzchni 2,75 ha. W zarządzeniu z roku 2012 podano, że obszar rezerwatu zostaje zmniejszony do 2,65 ha, jednak okazało się, że przy opracowywaniu tego zarządzenia w wyniku pomyłki pominięto dwa pododdziały. Błąd ten został skorygowany zarządzeniem z 2016 roku, które przywróciło poprzednią, prawidłową wartość – 2,75 ha.
Na terenie rezerwatu rośnie stary las bukowy z domieszką jodły, jawora i świerka. Występują tu m.in. następujące gatunki roślin: żywiec gruczołowaty, marzanka wonna, kokoryczka okółkowa, przenęt purpurowy, jęczmieniec zwyczajny, wietlica samicza, zachyłka oszczepowata, nerecznica szerokolistna, gajowiec żółty, kostrzewa leśna. Chłodny, ciemny i wilgotny mikroklimat sprzyja również bujnej wegetacji mszaków. Dno wąwozu i jego ujście porastają ziołorośla lepiężnikowe z wilgociolubnymi gatunkami roślin, takimi jak: lepiężnik biały, miłosna górska, modrzyk górski i miesiącznica trwała.

## Wodospad
Dawniej nazywany również Wodogrzmotami Żeromskiego. Wysokość wodospadu wynosi 22 m. Jest to drugi co do wielkości wodospad w polskich Sudetach, po Wodospadzie Kamieńczyka. Wody spadają z progu szerokości ok. 3 m do niewielkiego kotła eworsyjnego wyżłobionego w mniej odpornych łupkach łyszczykowych. Zimą wokół kaskady tworzy się efektowny lodospad. Powstanie wodospadu związane jest ze wznoszeniem się trzeciorzędowego uskoku przerywającego bieg potoku. Skały progu i wąwozu zbudowane są z gnejsów gierałtowskich. Wąwóz za wodospadem, mający szerokość ok. 3 m, 20 m długości i 15 m głębokości, nazywany jest kanionem amerykańskim.

## Turystyka
Obecnie zwiedzanie jest ogólnodostępne w ramach wytyczonych w traktów pieszych.
- Przez teren rezerwatu przechodzi znakowany kolorem czerwonym  Główny Szlak Sudecki na odcinku z góry Iglicznej przez Międzygórza do schroniska „Na Śnieżniku”[4].
- Dla zwiedzających ponad wodospadem przerzucony jest stalowy mostek, a po przeciwnej stronie doliny urządzony jest bezpieczny punkt widokowy.
- Na terenie rezerwatu wytyczone są dwie dydaktyczne ścieżki przyrodnicze.
- Kilkadziesiąt metrów od wodospadu, przy drodze do Międzygórza, znajduje się hotel i parking samochodowy[4].